# Mevhibe Kadın
Elaru Mevhibe Kadınefendi (en turco otomano: محبہ قادین, "talento" o "regalo", 6 de agosto de 1835 - 21 de febrero de 1936) fue la primera esposa del sultán Murad V del Imperio Otomano.

## Vida
Elaru Kadinefendi nació el 6 de agosto de 1835 en Tiflis y era hija del noble georgiano Ahmet Bey Tarkanishvili. Su verdadero nombre era Mevhibe Tarkanishvili. Era alta, entusiasta y tenía hermosos ojos. Mevhibe tenía un hermano, Halil Bey, que estaba al servicio del establo del palacio. Siendo muy joven fue puesto al servicio del palacio. Pronto, sin embargo, el sultán Murad V se fijó en Mevhibe y se casaron el 2 de enero de 1857 en el Palacio de Dolmabahçe.
Rebautizada como Elaru, recibió el título de "Baş Kadıfendi" (primera esposa) y principal consorte imperial. Se consideró inusual porque Elaru no había dado a luz hijos, y en la práctica y la convención imperiales no era habitual que una mujer sin hijos tuviera el título de Kadinefendi o principal esposa imperial.
Sin embargo, era ciertamente cierto que Elaru poseía los talentos y habilidades necesarios para ocupar el puesto de Primera Esposa. En primer lugar, era extremadamente hermosa. Debajo de las cejas negras incomparablemente gráciles, sus brillantes ojos negros, parpadeando, prestaban un encanto irresistible a su rostro blanco puro que se calentaba con un suave tinte rosado cada vez que hablaba. Era extremadamente inteligente y perspicaz. 
Cualquiera que la conociera o hablara con ella no podía evitar caer bajo su hechizo encantador. Hacía tiempo que se había reconciliado con su suerte. Mientras estuvo encarcelada en el Palacio de Çırağan, ella permaneció completamente leal a su esposo. Después de la muerte de Murad y la proclamación de la Constitución, compró una casa en Sisli y se mudó allí para vivir una vida de reclusión.
Elaru murió el 21 de febrero de 1936 a la edad de 100 años en Estambul.